# A Night at the Opera Tour
A Night at the Opera Tour fue una de las giras musicales más largas llevada a cabo por la banda de rock británica Queen, luego del éxito que significó el álbum A Night at the Opera y con el sencillo Bohemian Rhapsody liderando los charts ingleses.
Fue el primer tour de la banda en llevarlos a Australia como banda líder.
El concierto de Queen en Londres la Navidad de 1975 fue grabado y presentado por la BBC y se extrajo el álbum A Night At The Odeon - Hammersmith 1975.

## Lista de canciones
- 01. Bohemian Rhapsody
- 02. Ogre Battle
- 03. Sweet Lady
- 04. White Queen (As It Began)
- 05. Flick of the Wrist
- 06. Bohemian Rhapsody
- 07. Killer Queen
- 08. The March of the Black Queen
- 09. Bohemian Rhapsody (reprise)
- 10. Bring Back that Leroy Brown
- 11. Brighton Rock
- 12. Son and Daughter
- 13. The Prophet's Song
- 14. Stone Cold Crazy
- 15. Doing All Right
- 16. Keep Yourself Alive
- 17. Seven Seas of Rhye
- 18. Liar
- 19. In the Lap of the Gods... Revisited
- 20. Now I'm Here
- 21. Big Spender
- 22. Jailhouse Rock
- 23. God Save the Queen

### Canciones interpretadas ocasionalmente
- Lazing on a Sunday Afternoon (sólo en Japón y en Estados Unidos)
- Modern Times Rock 'n' Roll
- See What a Fool I've Been (Odeon 75)
- Hangman (a veces completa o un mix con Modern Times Rock'n'roll)
- Shake Rattle and Roll
- Stupid Cupid
- Be Bop a Lula
- Saturday Night's Alright for Fighting
- Father to Son

## Fechas del Tour
| Fecha                           | Ciudad        | País           | Lugar                         |
| ------------------------------- | ------------- | -------------- | ----------------------------- |
| Primera Manga - Reino Unido     |               |                |                               |
| 14 de noviembre de 1975         | Liverpool     | Reino Unido    | Empire Theatre                |
| 15 de noviembre de 1975         | Liverpool     | Reino Unido    | Empire Theatre                |
| 16 de noviembre de 1975         | Coventry      | Reino Unido    | Teatro                        |
| 17 de noviembre de 1975         | Bristol       | Reino Unido    | Colston Hall                  |
| 18 de noviembre de 1975         | Bristol       | Reino Unido    | Colston Hall                  |
| 19 de noviembre de 1975         | Cardiff       | Reino Unido    | Capitol                       |
| 21 de noviembre de 1975         | Tauton        | Reino Unido    | Odeón                         |
| 23 de noviembre de 1975         | Bournemouth   | Reino Unido    | Winter Gardens                |
| 24 de noviembre de 1975         | Southampton   | Reino Unido    | Gaumont                       |
| 26 de noviembre de 1975 1° show | Mánchester    | Reino Unido    | Free Trade Hall               |
| 26 de noviembre de 1975 2° show | Mánchester    | Reino Unido    | Free Trade Hall               |
| 29 de noviembre de 1975         | Londres       | Reino Unido    | Hammersmith Odeon             |
| 30 de noviembre de 1975         | Londres       | Reino Unido    | Hammersmith Odeon             |
| 1 de diciembre de 1975          | Londres       | Reino Unido    | Hammersmith Odeon             |
| 2 de diciembre de 1975          | Londres       | Reino Unido    | Hammersmith Odeon             |
| 7 de diciembre de 1975          | Wolverhampton | Reino Unido    | Civic Hall                    |
| 8 de diciembre de 1975          | Preston       | Reino Unido    | Guildhall                     |
| 9 de diciembre de 1975          | Birmingham    | Reino Unido    | Odeón                         |
| 10 de diciembre de 1975         | Birmingham    | Reino Unido    | Odeón                         |
| 11 de diciembre de 1975         | Newcastle     | Reino Unido    | City Hall                     |
| 13 de diciembre de 1975         | Dundee        | Reino Unido    | Caird Hall                    |
| 14 de diciembre de 1975         | Aberdeen      | Reino Unido    | Capitol                       |
| 15 de diciembre de 1975         | Glasgow       | Reino Unido    | Apollo                        |
| 16 de diciembre de 1975         | Glasgow       | Reino Unido    | Apollo                        |
| 24 de diciembre de 1975         | Londres       | Reino Unido    | Hammersmith Odeon             |
| Segunda Manga - Estados Unidos  |               |                |                               |
| 31 de enero de 1976             | Filadelfia    | Estados Unidos | Tower Theatre                 |
| 1 de febrero de 1976            | Filadelfia    | Estados Unidos | Tower Theatre                 |
| 2 de febrero de 1976            | Filadelfia    | Estados Unidos | Tower Theatre                 |
| 5 de febrero de 1976            | Nueva York    | Estados Unidos | Beacon Theatre                |
| 6 de febrero de 1976            | Nueva York    | Estados Unidos | Beacon Theatre                |
| 7 de febrero de 1976            | Nueva York    | Estados Unidos | Beacon Theatre                |
| 8 de febrero de 1976            | Nueva York    | Estados Unidos | Beacon Theatre                |
| 11 de febrero de 1976           | Detroit       | Estados Unidos | Masonic Temple                |
| 12 de febrero de 1976           | Detroit       | Estados Unidos | Masonic Temple                |
| 13 de febrero de 1976           | Cincinnati    | Estados Unidos | Riverfront Coliseum           |
| 14 de febrero de 1976           | Cleveland     | Estados Unidos | Public Hall                   |
| 15 de febrero de 1976           | Toledo        | Estados Unidos | Sports Arena                  |
| 18 de febrero de 1976           | Saginaw       | Estados Unidos | Centro Cívico                 |
| 19 de febrero de 1976           | Columbus      | Estados Unidos | Veterans Memorial Auditorium  |
| 20 de febrero de 1976           | Pittsburgh    | Estados Unidos | Syrian Mosque                 |
| 23 de febrero de 1976           | Chicago       | Estados Unidos | Auditorium Theatre            |
| 24 de febrero de 1976           | Chicago       | Estados Unidos | Auditorium Theatre            |
| 26 de febrero de 1976           | San Luis      | Estados Unidos | Kiel Auditorium               |
| 27 de febrero de 1976           | Indianápolis  | Estados Unidos | Convrtion Center              |
| 28 de febrero de 1976           | Madison       | Estados Unidos | Dane County Coliseum          |
| 29 de febrero de 1976           | Fort Wayne    | Estados Unidos | Coliseum                      |
| 1 de marzo de 1976              | Milwaukee     | Estados Unidos | Auditorio                     |
| 3 de marzo de 1976              | San Pablo     | Estados Unidos | Auditorio                     |
| 7 de marzo de 1976              | Berkeley      | Estados Unidos | Berkeley Community            |
| 9 de febrero de 1976 1° show    | Santa Mónica  | Estados Unidos | Santa Monica Civic Auditorium |
| 9 de febrero de 1976 2° show    | Santa Mónica  | Estados Unidos | Santa Monica Civic Auditorium |
| 10 de febrero de 1976           | Santa Mónica  | Estados Unidos | Santa Monica Civic Auditorium |
| 11 de febrero de 1976           | Santa Mónica  | Estados Unidos | Santa Monica Civic Auditorium |
| 12 de febrero de 1976           | Santa Mónica  | Estados Unidos | Santa Monica Civic Auditorium |
| 13 de marzo de 1976             | San Diego     | Estados Unidos | Sports Arena                  |
| Tercera Manga - Japón           |               |                |                               |
| 22 de marzo de 1976             | Tokio         | Japón          | Nippon Budōkan                |
| 23 de marzo de 1976             | Nagoya        | Japón          | Aichi Taikunkan               |
| 24 de marzo de 1976             | Himeji        | Japón          | Kosei Kaikan                  |
| 26 de marzo de 1976 1° show     | Fukuoka       | Japón          | Kyuden Kinen Taikukan         |
| 26 de marzo de 1976 2° show     | Fukuoka       | Japón          | Kyuden Kinen Taikukan         |
| 29 de marzo de 1976 1° show     | Osaka         | Japón          | Kosei Nekin Kaikan            |
| 29 de marzo de 1976 2° show     | Osaka         | Japón          | Kosei Nekin Kaikan            |
| 31 de marzo de 1976             | Tokio         | Japón          | Nippon Budōkan                |
| 1 de abril de 1976              | Tokio         | Japón          | Nippon Budōkan                |
| 2 de abril de 1976              | Sendai        | Japón          | Miyagi-Ken Sports Center      |
| Cuarta Manga - Australia        |               |                |                               |
| 11 de abril de 1976             | Perth         | Australia      | Entertainment Center          |
| 14 de abril de 1976             | Adelaida      | Australia      | Apollo Stadium                |
| 15 de abril de 1976             | Adelaida      | Australia      | Apollo Stadium                |
| 17 de abril de 1976             | Sídney        | Australia      | Hordern Pavilion              |
| 18 de abril de 1976             | Sídney        | Australia      | Hordern Pavilion              |
| 19 de abril de 1976             | Melbourne     | Australia      | Festival Hall                 |
| 20 de abril de 1976             | Melbourne     | Australia      | Festival Hall                 |
| 22 de abril de 1976             | Brisbane      | Australia      | Festival Hall                 |

## Personal
- Freddie Mercury: Voz y coros, piano
- Brian May: Guitarra, voz y coros
- Roger Taylor: Batería, percusión, voz y coros
- John Deacon: Bajo, triángulo, coro adicional en Killer Queen, In The Lap Of The Gods... Revisited & Liar